# 詹可强
詹可强（1982年9月27日—），是中国足球运动员，目前属于上海浦东中邦，但是并未进入一线队名单。
詹可强成名极早，20岁时就在上海中远获得过顶级联赛上场机会，被视为很有希望的本土前锋之一，但是之后逐渐在俱乐部多次变动中失去位置。